# Роланд Шимелпфениг
Роланд Шимелпфениг (на немски: Roland Schimmelpfennig) е немски писател, автор на театрални пиеси, радиопиеси, оперни либрета, романи и есета.

## Биография
Роланд Шимелпфениг е роден през 1967 г. в Гьотинген. След като полага матура, работи като журналист в Истанбул.
През 1990 г. започва обучение като режисьор в Мюнхен. Става асистент-режисьор, а по-късно сътрудник на художествения съвет към театъра „Мюнхнер камершпилен“. Освен това работи за театри в Берлин и Виена.
През зимния семестър 2012/13 Шимелпфениг е доцент по „поетика на драматургията“ в Университета на Саарланд, като през 2013 г. изнася три публични лекции, в които излага схващанията си за съвременния театър.
От 2000 до 2009 г. всяка негова нова пиеса е представяна по време на „Мюлхаймските театрални дни“.
Роланд Шимелпфениг е член на немския ПЕН клуб.

### Театрални пиеси
- Die ewige Maria, 1996

Вечната Мария, изд.: Black Flamingo, София (2010), прев. Владко Мурдаров
- Keine Arbeit für die junge Frau im Frühlingskleid, 1996
- Die Zwiefachen, 1997
- Aus den Städten in die Wälder, aus den Wäldern in die Städte, 1998
- Fisch um Fisch, 1999

Риба след риба, изд.: Black Flamingo, София (2010), прев. Владко Мурдаров
- Vor langer Zeit im Mai, 2000
- MEZ, 2000
- Die arabische Nacht, 2001

Арабската нощ, изд.: Black Flamingo, София (2010), прев. Владко Мурдаров
- Push Up 1-3, 2001
- Vorher/Nachher, 2002
- Alice im Wunderland, 2003, 2006, 2008
- Die Frau von früher, 2004

Жената от по-рано, изд.: Black Flamingo, София (2010), прев. Владко Мурдаров
- Angebot und Nachfrage, 2005
- Auf der Greifswalder Straße, 2006
- Körperzeit, nach dem Roman The Body Artist von Don DeLillo, 2007
- Ende und Anfang, 2006
- Besuch bei dem Vater, 2008

Посещение при бащата, изд.: Black Flamingo, София (2010), прев. Владко Мурдаров
- Das Reich der Tiere, 2007

Царството на животните, изд.: Black Flamingo, София (2010), прев. Владко Мурдаров
- Start Up, 2007
- Калипсо, 2008

Идоменей, изд.: Black Flamingo, София (2012), прев. Владко Мурдаров
- Hier und Jetzt, 2008

Тук и сега, изд.: Black Flamingo, София (2010), прев. Владко Мурдаров
- Idomeneus, 2008

Идоменей, изд.: Black Flamingo, София (2012), прев. Владко Мурдаров
- Der Goldene Drache, 2009

Златният дракон, изд.: Black Flamingo, София (2010), прев. Владко Мурдаров
- Der Elfte Gesang, 2010
- Das Weiße Album, nach The Beatles, 2010
- Peggy Pickit sieht das Gesicht Gottes, 2010
- Vier Himmelsrichtungen, 2011

Четирите посоки на света, изд.: Black Flamingo, София (2012), прев. Владко Мурдаров
- Das fliegende Kind, 2012

Летящото дете, изд.: Black Flamingo, София (2012), прев. Владко Мурдаров
- Spam, 2014
- Das schwarze Wasser, 2015
- Wintersonnenwende, 2015
- Das große Feuer, 2017

### Радиопиеси
- 1998: Die Aufzeichnung
- 1999: Die Taxiterroristin - Drei Filme für den Preis von einem
- 2000: Krieg der Wellen
- 2001: Die arabische Nacht
- 2001: vorher/nachher
- 2003: Angebot und Nachfrage
- 2004: Für eine bessere Welt
- 2008: Krim-Krieg in Wiesbaden
- 2010: Auf der Greifswalder Straße
- 2012: Der goldene Drache
- 2014: Die vier Himmelsrichtungen

### Оперни либрета
- Das Gesicht im Spiegel, 2003
- Der goldene Drache, 2014

### Романи
- An einem klaren, eiskalten Januarmorgen zu Beginn des 21. Jahrhunderts, 2016
- Die Sprache des Regens, 2017

### Есета
- Wie man über Theaterstücke schreibt (2009)[2]
- Ja und Nein. Vorlesungen über Dramatik, 2014

## Награди и отличия
- 1997: „Награда Елзе Ласкер-Шюлер за драматургия“ für sein Stück Fisch um Fisch
- 1998: Fördergabe des Schiller-Gedächtnispreises von Baden-Württemberg
- 2002: Nestroy-Theaterpreis für das beste Stück (Push up 1 – 3)
- 2004: Hörspiel des Jahres für Für eine bessere Welt, Regie: Leonhard Koppelmann (HR)
- 2009: Nestroy-Theaterpreis für „das beste Stück“ (Besuch bei dem Vater)
- 2010: „Награда Елзе Ласкер-Шюлер за драматургия“
- 2010: „Мюлхаймска награда за драматургия“ für sein Stück Der goldene Drache in der Inszenierung des Wiener Burgtheaters
- 2012/13: 2. Saarbrücker Poetikdozentur für Dramatik an der Universität des Saarlandes